# Torre de control marítimo de La Coruña
La torre de control marítimo de La Coruña es una torre de control del tráfico marítimo de la ciudad de La Coruña (España), situada sobre el dique de abrigo del puerto de La Coruña. Entró oficialmente en funcionamiento el 2 de mayo de 1995, tras varios años de construcción y con un coste estimado de entre 700 y 1000 millones de pesetas (entre 4 y 6 millones de euros).
El edificio tiene una altura de 80 metros y doce pisos, que albergan la Capitanía Marítima de La Coruña y el centro de coordinación de salvamento. Se construyó de acuerdo con un proyecto para el control del tráfico marítimo en la zona elaborado tras el naufragio del petrolero Aegean Sea en diciembre de 1992. Sus dos grandes pilares se construyeron mediante un sistema de encofrado deslizante, que requirió un trabajo ininterrumpido durante veinticuatro días. En el año 2010 se llevó a cabo una restauración del edificio para paliar los daños causados por las inclemencias meteorológicas, con un coste de 1.4 millones de euros.